# Rhodostrophia artriosa
Rhodostrophia artriosa är en fjärilsart som beskrevs av Georges Henri Fourcade 1785. Rhodostrophia artriosa ingår i släktet Rhodostrophia och familjen mätare. Inga underarter finns listade.